# カルロス・カルモナ
カルロス・エミリオ・カルモナ・テージョ（Carlos Emilio Carmona Tello, 1987年2月21日 - ）は、チリ・コキンボ出身の元同国代表サッカー選手。現役時代のポジションはミッドフィールダー（セントラルミッドフィールダー）。

## 経歴

### クラブ
2003年よりコキンボ・ウニドのユースでプレーし、2005年にプロデビュー。2007年にCDオヒギンスへ移籍した。2008年1月、イタリアに渡りレッジーナ・カルチョへ移籍。加入1年目から主力となるが、チームはセリエBに降格となった。Bでの1シーズンを経て、2010年夏には同じくセリエBに降格してきたアタランタBCへ移籍。1シーズンでのセリエA復帰に貢献した。

### 代表
U-20チリ代表としてチーム最年少で出場した2005 FIFAワールドユース選手権に続き、2007年大会ではアレクシス・サンチェス、マウリシオ・イスラらと共に3位入賞を果たす。2008年のトゥーロン国際大会では準優勝を果たした。同年よりA代表に招集を受け、2010 FIFAワールドカップ南米予選では11試合に出場し、中盤を広くこなす器用さからマルセロ・ビエルサ代表監督より重宝されている。本大会では中盤で攻守に冴えたプレーを見せ、ベスト16進出に貢献した。
翌年のコパ・アメリカ2011にも出場。2013年2月6日のエジプトとの親善試合で代表初得点を挙げた。

## 代表歴

### 出場大会
- チリ代表
  - 2010 FIFAワールドカップ
  - 2014 FIFAワールドカップ

### 試合数
- 国際Aマッチ 51試合 1得点（2008年-2017年）[1]

| チリ代表 | 国際Aマッチ | 国際Aマッチ |
| 年       | 出場        | 得点        |
| -------- | ----------- | ----------- |
| 2008     | 9           | 0           |
| 2009     | 9           | 0           |
| 2010     | 6           | 0           |
| 2011     | 11          | 0           |
| 2012     | 0           | 0           |
| 2013     | 8           | 1           |
| 2014     | 5           | 0           |
| 2015     | 0           | 0           |
| 2016     | 0           | 0           |
| 2017     | 3           | 0           |
| 通算     | 51          | 1           |